# 南門嶺 (佛羅里達州)
南門嶺（英語：South Gate Ridge）是位於美國佛羅里達州薩拉索塔縣的一個人口普查指定地區。

## 地理
南門嶺的座標為27°17′11″N 82°29′48″W / 27.28639°N 82.49667°W，而該地最高點為海拔高度9米（即30英尺）。

## 人口
根據2010年美國人口普查的數據，南門嶺的面積為4.70平方千米，當中陸地面積為4.50平方千米，而水域面積為0.20平方千米。當地共有人口5688人，而人口密度為每平方千米1,210人。